# Goodbye (chanson de Kristinia DeBarge)
Pour les articles homonymes, voir Goodbye.
Goodbye est le 1er single de la chanteuse américaine Kristinia DeBarge, issu de son premier album "Exposed". Il reprend le sample de la chanson "Na Na Hey Hey Kiss Him Goodbye" de Steam.

## Charts
| Chart (2009)                                 | Meilleure position |
| -------------------------------------------- | ------------------ |
| Australie Airplay Chart                      | 41                 |
| Canada                                       | 15                 |
| Suède                                        | 26                 |
| États-Unis Billboard Hot 100                 | 15                 |
| États-Unis Billboard Pop 100                 | 11                 |
| États-Unis Billboard Hot Adult Top 40 Tracks | 38                 |
| États-Unis Billboard Hot Dance Club Play     | 3                  |

## Crédits
Informations issues et adaptées du site discogs.
- Kristinia DeBarge : interprète principale
- Kenneth "Babyface" Edmonds : producteur, instruments
- The Pentagon : producteurs, instruments
- Eric Dawkins, Antonio Dixon, Adonis Shropshire, Damon Thomas, Dale Frashuer, Gary DeCarlo et Paul Leka : auteurs, compositeurs
- Paul Boutin et Cristian "The Ninjaneer" Délano :  enregistrement
- Serban Ghenea : mixage
- Tim Roberts et John Hanes : ingénieurs du son assistants